# Матчи сборной Москвы по футболу (1927)
Сезон 1927 года стал 21-м в истории сборной Москвы по футболу.
В нем сборная провела 8 официальных матчей (4 соревновательных в рамках Чемпионата РСФСР 1927 и 4 товарищеских междугородних со сборной Ленинграда), а также 21 неофициальный (в том числе 2 международных с «рабочими» командами Саксонии и Англии).

## Классификация матчей
По установившейся в отечественной футбольной истории традиции официальными принято считать матчи первой сборной с эквивалентным по статусу соперником (сборные городов, а также регионов и республик); матчи с клубами Москвы и других городов составляют отдельную категорию матчей.
Международные матчи также разделяются на две категории: матчи с соперниками топ-уровня (в составах которых выступали футболисты, входящие в национальные сборные либо выступающие в чемпионатах (лигах) высшего соревновательного уровня своих стран — как профессионалы, так и любители) и (начиная с 1920-х годов) международные матчи с так называемыми «рабочими» командами (состоявшими, как правило, из любителей невысокого уровня).

## Статистика сезона

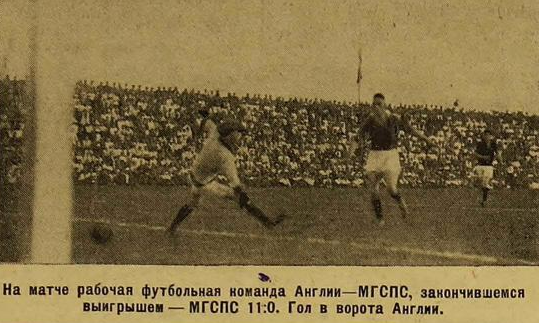

| 1927              |                                          |      |
| Н (1)             | Москва — Саксония («рабочая»)            | 4:1  |
| Н (2)             | Москва-II — «Текстильщик» Орехово        | 2:1  |
| Н (3)             | Москва — «Трехгорка»                     | 6:3  |
| МГ 41             | Москва — Ленинград                       | 5:2  |
| Н (4)             | Москва-II — Ленинград                    | 1:1  |
| Н (5)             | Москва (ВУЗы) — Ленинград (ВУЗы)         | 3:2  |
| Н (6)             | Москва — СССР                            | 2:3  |
| МГ 42             | Москва — Ленинград                       | 1:2  |
| Н (7)             | Москва — Ленинград-II                    | 1:3  |
| С 23              | Москва — Тверь                           | 7:1  |
| С 24              | Москва — Центральный Промышленный район  | 8:3  |
| Н (8)             | Москва — СССР                            | 1:1  |
| Н (9)             | Москва (МГСПС) — Ленинград (ЛГСПС)       | 4:5  |
| Н (10)            | Москва-II (МГСПС) — Ленинград (ЛГСПС)    | 2:3  |
| Н (11)            | Москва (МГСПС) — Англия («рабочая»)      | 11:0 |
| С 25              | Москва — Северный Кавказ                 | 4:2  |
| С 26              | Москва — Западный район                  | 15:0 |
| Н (12)            | Москва — «Динамо» (сборная)              | 2:2  |
| Н (13)            | Москва (ВУЗы) — Киев (ВУЗы)              | 2:2  |
| Н (14)            | Москва (ВУЗы) — «Совторгслужащие» (Киев) | 3:1  |
| Н (15)            | Москва (МГСПС) — Харьков (ХГСПС)         | 7:0  |
| Н (16)            | Москва (МГСПС) — Ленинград (ЛГСПС)       | 3:4  |
| Н (17)            | Москва (МГСПС) — «Пищевкус» Ленинград    | 6:2  |
| Н (18)            | Москва (ВУЗы) — Харьков (ВУЗы)           | 2:0  |
| Н (19)            | Москва (МГСПС) — Киев-II (ОСПС)          | 4:1  |
| Н (20)            | Москва (МГСПС) — Киев (ОСПС)             | 10:3 |
| МГ 43             | Москва — Ленинград                       | 3:1  |
| МГ 44             | Москва — Ленинград                       | 3:1  |
| Н (21)            | Москва (МГСПС) — «Пищевики»              | 1:5  |
| Итого             |                                          |      |
| И В Н П М         |                                          |      |
| 8 7 0 1 46 − 12   |                                          |      |
| 21 11 3 6 77 − 42 |                                          |      |

## Официальные матчи

### 84. Москва — Ленинград — 5:2
Междугородний товарищеский матч 41 (отчет).

| Москва                                                 | 5:2 | Ленинград                    |
| ------------------------------------------------------ | --- | ---------------------------- |
| - Селин 20′ - С.Иванов 55′ 73′ 89′ - П.Савостьянов 77′ |     | - 40′ М.Бутусов - 75′ Кусков |

| Игрок               | Клуб        |                                 | Вышел на замену | Гол  |
| ------------------- | ----------- | ------------------------------- | --------------- | ---- |
| Чулков, Фёдор       | «Динамо»    | Серебряный гол · Серебряный гол | 5               | (-8) |
|                     |             |                                 |                 |      |
| Рущинский, Михаил   | «Трёхгорка» |                                 | 13              |      |
| Пчеликов, Павел     | ОППВ        |                                 | 5               |      |
|                     |             |                                 |                 |      |
| Пахомов, Константин | ОППВ        |                                 | 6               |      |
| Селин, Фёдор        | «Трёхгорка» | Гол                             | 28              | 22   |
| Никишин, Евгений    | ОППВ        |                                 | 10              |      |
|                     |             |                                 |                 |      |
| Дубинин, Борис      | ОППВ        |                                 | 2               |      |
| Савостьянов, Павел  | ОППВ        | Гол                             | 3               | 2    |
| Ковалев, Борис      | ОППВ        |                                 | 1               |      |
| Иванов, Сергей      | «Динамо»    | Гол · Гол · Гол                 | 3               | 3    |
| Холин, Александр    | «Трёхгорка» |                                 | 14              | 3    |

| Ленинград   |     |
| ----------- | --- |
| Н.Соколов   |     |
|             |     |
| Г.Гостев    |     |
| Ежов        |     |
|             |     |
| П.Филиппов  |     |
| Батырев     |     |
| Гуськов     |     |
|             |     |
| П.Григорьев |     |
| М.Бутусов   | Гол |
| Миронычев   |     |
| Кусков      | Гол |
| А.Богданов  |     |

### 85. Москва — Ленинград — 1:2
Междугородний товарищеский матч 42 (отчет).

| Москва                                | 1:2 | Ленинград        |
| ------------------------------------- | --- | ---------------- |
| - Прокофьев 20′ - Ковалев ~50' (пен.) |     | - 41′ 82′ Кусков |

| Игрок                | Клуб        |                                 | Вышел на замену | Гол  |
| -------------------- | ----------- | ------------------------------- | --------------- | ---- |
| Матвеев, Владимир    | ОППВ        | Серебряный гол · Серебряный гол | 1               | (-2) |
|                      |             |                                 |                 |      |
| Рущинский, Михаил    | «Трёхгорка» |                                 | 14              |      |
| Старостин, Александр | «Пищевики»  |                                 | 1               |      |
|                      |             |                                 |                 |      |
| Пахомов, Константин  | ОППВ        |                                 | 7               |      |
| Леута, Станислав     | «Пищевики»  |                                 | 7               |      |
| Никишин, Евгений     | ОППВ        |                                 | 11              |      |
|                      |             |                                 |                 |      |
| Прокофьев, Валентин  | «Пищевики»  | Гол · Заменён                   | 4               | 3    |
| Савостьянов, Павел   | ОППВ        |                                 | 4               | 2    |
| Ковалев, Борис       | ОППВ        |                                 | 2               |      |
| Егоров, Сергей       | «Пищевики»  |                                 | 2               |      |
| Жибоедов, Константин | ОППВ        |                                 | 12              | 4    |
| Замена               |             |                                 |                 |      |
| Дубинин, Борис       | ОППВ        | Вышел на замену                 | 3               |      |

| Ленинград   |     |
| ----------- | --- |
| Савинцев    |     |
|             |     |
| Г.Гостев    |     |
| А.Корнилов  |     |
|             |     |
| П.Филиппов  |     |
| Воног       |     |
| Гуськов     |     |
|             |     |
| П.Григорьев |     |
| Г.Иванов    |     |
| Кононов     | Гол |
| Кусков      | Гол |
| Казаринов   |     |

|  |

### 86. Москва — Тверь — 7:1
Соревновательный матч 23 — Чемпионат РСФСР 1927, отборочный этап (отчет ).

| Москва | 7:1 | Тверь |
| ------ | --- | ----- |
|        |     |       |

### 87. Москва — Центральный промышленный район — 8:3
Соревновательный матч 24 — Чемпионат РСФСР 1927, 1/8 финала (отчет ).

| Москва           | 8:3 | ЦПР                             |
| ---------------- | --- | ------------------------------- |
| - Т.Григорьев 1′ |     | - 2:1′ А.Петров - (пен.) Князев |

| Игрок                | Клуб        |                                                  | Вышел на замену | Гол   |
| -------------------- | ----------- | ------------------------------------------------ | --------------- | ----- |
| Леонов, Михаил       | «Трёхгорка» | Серебряный гол · Серебряный гол · Серебряный гол | 6               | (-12) |
|                      |             |                                                  |                 |       |
| Хрусталев, Иван      | КОР         |                                                  | 1               |       |
| Старостин, Александр | «Пищевики»  |                                                  | 2               |       |
|                      |             |                                                  |                 |       |
| Сандлори, Лазарь     | «Трёхгорка» |                                                  | 2               | 5     |
| Старостин, Андрей    | «Пищевики»  |                                                  | 1               |       |
| Майоров, Михаил      | КОР         |                                                  | 1               |       |
|                      |             |                                                  |                 |       |
| Григорьев, Тарас     | «Трёхгорка» | Гол                                              | 10              | 5     |
| Сушков, Михаил       | «Трёхгорка» |                                                  | 2               |       |
| Мельников, Александр | «Трёхгорка» |                                                  | 1               |       |
| Егоров, Сергей       | «Пищевики»  |                                                  | 3               |       |
| Шапошников, Алексей  | «Трёхгорка» |                                                  | 15              | 9     |

| ЦПР       |     |
| --------- | --- |
| Запруднов |     |
|           |     |
| Сафонов   |     |
| Никифоров |     |
|           |     |
| Лапшин    |     |
| Князев    |     |
| Шеффер    |     |
|           |     |
| Эльманов  |     |
| А.Петров  | Гол |
| К.Петров  |     |
| Турукин   |     |
| И.Петров  |     |

### 88. Москва — Северный Кавказ — 4:2
Соревновательный матч 25 — Чемпионат РСФСР 1927, 1/2 финала (отчет ).

| Москва | 4:2 | Северный Кавказ |
| ------ | --- | --------------- |
|        |     |                 |

### 89. Москва — Западный район — 15:0
Соревновательный матч 26 — Чемпионат РСФСР 1927, финал (отчет ).

| Москва                                                          | 15:0 | Западный район |
| --------------------------------------------------------------- | ---- | -------------- |
| - Н.Старостин - С.Иванов - К.Блинков - Холин - Селин - С.Егоров |      |                |

| Игрок               | Клуб        |                       | Вышел на замену | Гол  |
| ------------------- | ----------- | --------------------- | --------------- | ---- |
| Чулков, Фёдор       | «Динамо»    |                       | 6               | (-8) |
|                     |             |                       |                 |      |
| Лапшин, Василий     | «Трёхгорка» |                       | 11              |      |
| Пчеликов, Павел     | ОППВ        |                       | 6               |      |
|                     |             |                       |                 |      |
| Пахомов, Константин | ОППВ        |                       | 8               |      |
| Селин, Фёдор        | «Трёхгорка» | Гол                   | 29              | 23   |
| Никишин, Евгений    | ОППВ        |                       | 12              |      |
|                     |             |                       |                 |      |
| Старостин, Николай  | «Пищевики»  | Гол · Гол · Гол · Гол | 18              | 15   |
| Егоров, Сергей      | «Пищевики»  | Гол                   | 4               | 1    |
| Блинков, Константин | «Динамо»    | Гол · Гол · Гол       | 20              | 7    |
| Иванов, Сергей      | «Динамо»    | Гол · Гол · Гол · Гол | 4               | 7    |
| Холин, Александр    | «Трёхгорка» | Гол · Гол             | 15              | 5    |

| Западный район |  |
| -------------- |  |
| И.Феоктистов   |  |
|                |  |
| А.Андреев      |  |
| Н.Парфёнов     |  |
|                |  |
| Москалёв       |  |
| Гурьев         |  |
| Шескальне      |  |
|                |  |
| Карась         |  |
| Любимский      |  |
| Чепляев        |  |
| Мишонов        |  |
| Петров         |  |

### 90. Москва — Ленинград — 3:1
Междугородний товарищеский матч 43 (отчет).

| Москва                                                   | 3:1 | Ленинград                                    |
| -------------------------------------------------------- | --- | -------------------------------------------- |
| - Канунников 28′ - Гуськов 2:0′ (авт.) - Н.Старостин 82′ |     | - 27' (пен.) М.Бутусов - ~70′ (пен.) Батырев |

| Игрок               | Клуб        |                | Вышел на замену | Гол   |
| ------------------- | ----------- | -------------- | --------------- | ----- |
| Леонов, Михаил      | «Трёхгорка» | Серебряный гол | 7               | (-13) |
|                     |             |                |                 |       |
| Рущинский, Михаил   | «Трёхгорка» |                | 15              |       |
| Пчеликов, Павел     | ОППВ        |                | 7               |       |
|                     |             |                |                 |       |
| Егоров, Сергей      | «Пищевики»  |                | 5               | 1     |
| Селин, Фёдор        | «Динамо»    | ~72'           | 30              | 23    |
| Никишин, Евгений    | ОППВ        |                | 13              |       |
|                     |             |                |                 |       |
| Старостин, Николай  | «Пищевики»  | Гол            | 19              | 16    |
| Артемьев, Пётр      | «Пищевики»  |                | 14              | 6     |
| Исаков, Петр        | «Пищевики»  |                | 21              | 10    |
| Канунников, Павел   | «Пищевики»  | Гол            | 18              | 20    |
| Прокофьев, Валентин | «Пищевики»  |                | 5               | 3     |

| Ленинград   |     |
| ----------- | --- |
| Савинцев    |     |
|             |     |
| Г.Гостев    |     |
| Ежов        |     |
|             |     |
| Воног       |     |
| Батырев     | Гол |
| Гуськов     |     |
|             |     |
| П.Григорьев |     |
| М.Бутусов   |     |
| Н.Емельянов |     |
| Барулин     |     |
| Казаринов   |     |

|  |  |  |

### 91. Москва — Ленинград — 3:1
Междугородний товарищеский матч 44 (отчет).

| Москва                                         | 3:1 | Ленинград                           |
| ---------------------------------------------- | --- | ----------------------------------- |
| - Н.Старостин 15′ - Канунников 65′ - Селин 80′ |     | - 38′ Кусков - ~ 70' (пен.) Батырев |

| Игрок               | Клуб        |                | Вышел на замену | Гол   |
| ------------------- | ----------- | -------------- | --------------- | ----- |
| Леонов, Михаил      | «Трёхгорка» | Серебряный гол | 8               | (-14) |
|                     |             |                |                 |       |
| Рущинский, Михаил   | «Трёхгорка» |                | 16              |       |
| Пчеликов, Павел     | ОППВ        |                | 8               |       |
|                     |             |                |                 |       |
| Егоров, Сергей      | «Пищевики»  |                | 6               | 1     |
| Селин, Фёдор        | «Динамо»    | Гол            | 31              | 24    |
| Никишин, Евгений    | ОППВ        |                | 14              |       |
|                     |             |                |                 |       |
| Старостин, Николай  | «Пищевики»  | Гол            | 20              | 17    |
| Артемьев, Пётр      | «Пищевики»  |                | 15              | 6     |
| Сушков, Михаил      | «Трёхгорка» |                | 3               |       |
| Канунников, Павел   | «Пищевики»  | Гол            | 19              | 21    |
| Прокофьев, Валентин | «Пищевики»  |                | 6               | 3     |

| Ленинград   |     |
| ----------- | --- |
| Савинцев    |     |
|             |     |
| А.Корнилов  |     |
| Ежов        |     |
|             |     |
| А.Васильев  |     |
| Батырев     |     |
| Гуськов     |     |
|             |     |
| П.Григорьев |     |
| Барулин     |     |
| Н.Емельянов |     |
| Кусков      | Гол |
| А.Богданов  |     |

|  |  |

## Неофициальные матчи
1. Международный матч
| Москва                        | 4:1 | Саксония «раб» |
| ----------------------------- | --- | -------------- |
| - П.Савостьянов 3′ - С.Иванов |     |                |

| Москва: Чулков - Рущинский, В.Лапшин - В.Ратов , Селин, Никишин - Сорокин, П.Савостьянов, С.Иванов, М.Загрядсков, Холин «раб»: Шпарке - Мюклих, Низе - Мюллер, Линднер, Боген - Гюбнер, Рихтер, Шмидт, Зельхоф, Тайзер |

2. Товарищеский матч
| Москва (II)      | 2:1 | «Текстильщик» Орехово |
| ---------------- | --- | --------------------- |
| - Б.Дементьев 5′ |     | - Калмыков            |

| Москва (II): Леонов - Пчеликов, Никишин, Сорокин, Б.Дементьев... «Текстильщик» Орехово: Рыжов - С.Беляков, Шамин, Калмыков, Шапошников... |

3. Традиционный матч-турнир «чемпион - сборная Москвы» Чемпионата Москвы 1927 (весна)
| Москва | 4:1 | «Трёхгорка» |
| ------ | --- | ----------- |
|        |     | - Бухтеев   |

4. Товарищеский матч
| Москва (II) | 1:1 | Ленинград |
| ----------- | --- | --------- |
|             |     |           |

| Москва (II): В.Матвеев - Гаврютиков, Тетерин - Бубенцов, Симаков, Майоров - Сорокин, В.Блинков, Цыпленков, К.Тюльпанов, Жибоедов Ленинград: Савинцев - А.Корнилов, Ежов - П.Филиппов, Батырев, Воног - П.Григорьев, М.Бутусов, Мурашев, Кусков, А.Богданов |

5. Товарищеский матч
| Москва (ВУЗы) | 3:2 | Ленинград (ВУЗы) |
| ------------- | --- | ---------------- |
|               |     |                  |

| Москва: Подчипаев - Пчеликов, Андреев - Неврев, Селин, Куликов - Б.Дубинин, Петров, Беляков, Б.Дементьев, Шуммель Ленинград: Н.Соколов - А.Корнилов, Малышев - Александров, Феоктистов, А.Столяров - Д.Родионов, Барулин, Емельянов, Нестеров, Варфоломеев |

6. Контрольный матч сборной СССР 
| Москва                          | 2:3 | СССР                                    |
| ------------------------------- | --- | --------------------------------------- |
| - Б.Ковалев 10′ - С.Иванов 2:1′ |     | - 1:1′ 2:2′ М.Бутусов - 2:3′ Шпаковский |

| Москва: И.Филиппов - Пчеликов, Ал.Старостин - Пахомов, Селин, Никишин - Б.Дубинин, П.Савостьянов, Б.Ковалев, С.Иванов, Прокофьев СССР: Чулков - Ежов, В.Лапшин - В.Фомин, Батырев , Привалов - Н.Старостин, М.Бутусов, Исаков, Шпаковский, Холин |

7. Товарищеский матч
| Москва         | 1:3 | Ленинград (II)                                 |
| -------------- | --- | ---------------------------------------------- |
| - Жибоедов 26′ |     | - 5′ Н.Емельянов - 6′ Барулин - ~50′ Б.Шелагин |

| Москва: В.Матвеев - Леута, Ал.Старостин - Пахомов, Никишин, Бартняев - Б.Дубинин, П.Савостьянов, Б.Ковалев, С.Егоров 80', Жибоедов · Ленинград (II): ... А.Васильев 80', Н.Емельянов, Барулин, Б.Шелагин, Сайкин |

8. Контрольный матч сборной СССР 
| Москва           | 1:1 | СССР                |
| ---------------- | --- | ------------------- |
| - Б.Ковалев ~25′ |     | - 3′ (пен.) Батырев |

| Москва: Леонов - В.Лапшин, М.Соколов - Б.Аркадьев, Леута, С.Егоров - А.Макаров, С.Иванов, Б.Ковалев, Б.Дементьев, Жибоедов СССР: Н.Соколов - Ежов, Пчеликов - В.Фомин, Батырев , Привалов - Штрауб, М.Бутусов, Исаков (45' Шпаковский), Селин, Холин |

9. Товарищеский матч
| Москва (МГСПС)                                                     | 4:5 | Ленинград (ЛГСПС)                                                   |
| ------------------------------------------------------------------ | --- | ------------------------------------------------------------------- |
| - Будиков ~5′ (авт.) - М.Сушков (2:2)′ - Н.Старостин (3:3)′ (4:3)′ |     | - ~2′ (4:5)′ М.Бутусов - (1:2)′ (2:3)′ Г.Иванов - (4:4)′ Н.Румянцев |

| Москва: И.Филиппов - Рущинский, В.Лапшин - В.Дубинин, Леута, Л.Сандлори - Н.Старостин, С.Егоров, М.Сушков, В.Соколов, Холин Ленинград: Савинцев - А.Корнилов, Ежов - Гуськов, Будиков, Г.Малышев - Н.Румянцев, М.Бутусов, Г.Иванов, Антипов, Сапожников |

10. Товарищеский матч
| Москва (МГСПС) (II)             | 2:3 | Ленинград (ЛГСПС)                                     |
| ------------------------------- | --- | ----------------------------------------------------- |
| - 5′ Мельников - Л.Ильин (2:1)′ |     | - ~10′ Г.Иванов - (2:2)′ Н.Румянцев - (2:3)′ Зябликов |

| (МГСПС) (II): А.Малышев - Ал.Старостин, Тетерин - Беляков, В.Макаров, Бубенцов - Т.Григорьев, М.Сушков, Мельников, Л.Ильин, Н.Соколов Ленинград: Савинцев - А.Корнилов, Ежов - Гуськов, Петров, Г.Малышев - Н.Румянцев (~80' К.Егоров), М.Бутусов, Г.Иванов, Антипов, Зябликов |

11. Международный матч
| Москва (МГСПС) | 11:0 | Англия «раб» |
| -------------- | ---- | ------------ |
| - П.Артемьев   |      |              |

| Москва: Леонов - Рущинский, В.Лапшин - Н.Артемов, Селин, Леута - Н.Старостин, П.Артемьев , Мельников, Л.Ильин, Шапошников |

12. Товарищеский матч
| Москва | 2:2 | «Динамо» (сборная) |
| ------ | --- | ------------------ |
|        |     |                    |

13. Товарищеский матч
| Москва (ВУЗы) | 2:2 | Киев (ВУЗы) |
| ------------- | --- | ----------- |
|               |     |             |

14. Товарищеский матч
| Москва (ВУЗы) | 3:1 | «Совторгслужащие» Киев |
| ------------- | --- | ---------------------- |
|               |     |                        |

15. Товарищеский матч
| Москва (МГСПС) | 7:0 | Харьков (ХГСПС) |
| -------------- | --- | --------------- |
|                |     |                 |

| Москва: Леонов - Рущинский, В.Лапшин - С.Егоров, Селин, Леута - Н.Старостин, П.Артемьев, Исаков, Канунников, Вал.Прокофьев Харьков: ...В.Фомин, Привалов, Шпаковский... |

16. Товарищеский матч
| Москва (МГСПС)                           | 3:4 | Ленинград (ЛГСПС)                                            |
| ---------------------------------------- | --- | ------------------------------------------------------------ |
| - П.Артемьев 1:1′ 2:2′ - Н.Старостин 50′ |     | - 5′ Румянцев - 1:2′ 75′ Н.Емельянов - 2:3′ (пен.) М.Бутусов |

| Москва: Леонов - Рущинский, В.Лапшин - С.Егоров, Селин, Леута - Н.Старостин, П.Артемьев, Исаков, Канунников, Вал.Прокофьев Ленинград: Савинцев - А.Корнилов, Ежов - ?, Воног, ? - Н.Румянцев, Г.Иванов, Емельянов, М.Бутусов, П.Казаринов |

17. Товарищеский матч
| Москва (МГСПС) | 6:2 | «Пищевкус» Ленинград |
| -------------- | --- | -------------------- |
|                |     | - 7′ Колотушкин      |

| Москва: Леонов - Рущинский, В.Лапшин - С.Егоров, Селин, Леута - Н.Старостин, П.Артемьев, Исаков, Канунников, Вал.Прокофьев · «Пищевкус» Ленинград: Чесноков (46' В.Алексеев) - ... П.Бутусов ~55', М.Бутусов, Колотушкин ... |

18. Товарищеский матч
| Москва (ВУЗы) | 2:0 | Харьков (ВУЗы) |
| ------------- | --- | -------------- |
|               |     |                |

| Москва: Подчепаев - Пчеликов, М.Соколов - Беляков, Селин, Кочнев - Б.Дубинин, Т.Григорьев, Сушков, Б.Дементьев, Шуммель |

19. Товарищеский матч
| Москва (МГСПС) | 4:1 | Киев (ОСПС II) |
| -------------- | --- | -------------- |
|                |     |                |

| Москва: Леонов - В.Лапшин, Ал.Старостин - С.Егоров, А.Коротков, В.Дубинин - Т.Григорьев, П.Артемьев , Исаков, Канунников, Прокофьев Киев: Идзковский - Тютчев, Байрачный - Фенцель, Швецов, Правоверов - Товаровский, Мокроватов, Козловский, ... |

20. Товарищеский матч
| Москва (МГСПС) | 10:3 | Киев (ОСПС) |
| -------------- | ---- | ----------- |
|                |      |             |

| Москва: ... В.Лапшин, П.Артемьев, Исаков, Канунников ... Киев: Ямковой - Весеньев, Жданов - Юкельзон, Курбатов, Долгов - Филоненко, Бардадым, Кукуевицкий, Галета, Ковтуненко |

21. Традиционный матч-турнир «чемпион - сборная Москвы» Чемпионата Москвы 1927 (осень)
| Москва (МГСПС) | 1:5 | «Пищевики» |
| -------------- | --- | ---------- |
|                |     |            |

## Комментарии
1. ↑  К.Есенин указывал для сборной Москвы только междугородние и международные матчи[1]
2. ↑  Г.Калянов предложил разделение матчей на официальные и товарищеские (для сборной Москвы)[2]

### Периодика
- «Красный спорт» Москва 1927. НЭБ — rusneb.ru.
- «Спартак» Ленинград 1927. РГБ — search.rsl.ru.
- «Вестник физической культуры» Харьков 1927. Sport.pdf — vk.com.
- «Красная газета» Ленинград 1927. РНБ — primo.nlr.ru.
- Материалы периодики 1927 (в изложении). История московского и подмосковного футбола — vk.com.